# 馬拉威伊斯蘭教
伊斯蘭教，是馬拉威第二大宗教僅次於基督教，佔人口12.8%，差不多所有馬拉威穆斯林也屬於遜尼派。
伊斯蘭教最初是由阿拉伯人和斯瓦希里人象牙、黃金和奴隸商人在16-19世紀引入馬拉威，該國最早的清真寺是由斯瓦希里象牙商人建立。最近，穆斯林團體在馬拉維從事傳教工作。這在很大程度上是由總部設在科威特的非洲穆斯林機構進行。而科威特主辦的非洲穆斯林機構已翻譯古蘭經成馬拉威官方語言之一的齊切瓦語。在全國各主要城市有清真寺，也有幾間伊斯蘭學校。